# Гергард Конрад
Ґергард Конрад (нім. Gerhard Conrad; 21 квітня 1895, Кеннерн — 28 травня 1982, Рупольдінг) — німецький офіцер, генерал-лейтенант люфтваффе. Дипломований інженер. Кавалер Лицарського хреста Залізного хреста.

## Біографія
10 серпня 1914 року вступив у 93-й піхотний полк. Учасник Першої світової війни, командир взводу, роти, ад'ютант батальйону. З 12 липня 1918 року — ад'ютант 93-го піхотного полку.
У грудні 1918-червні 1919 року командував ротою Добровольчого корпусу «фон Пафель», з якою брав участь в боях з поляками в Сілезії. Після демобілізації армії залишений в рейхсвері, служив у піхоті, командир взводу. 1 вересня 1926 року переведений в Імперське військове міністерство, одночасно закінчив Вище технічне училище в Берліні-Шарлоттенбурзі (1930). З 1 квітня 1930 року — начальник групи в Управлінні озброєнь, з 1 квітня 1933 року — командир роти 11-го піхотного полку. 1 січня 1935 переведений до люфтваффе, закінчив льотні курси у Фассбергу (1936). З 1 квітня 1936 року — командир ескадрильї 1-ї бомбардувальної ескадри «Гінденбург», з 1 березня 1937 року — командир 1-ї групи 257-ї бомбардувальної ескадри, з 1 квітня 1939 року — начальник авіаційного командування «Берлін».
20 серпня 1939 року Конрад очолив 2-гу авіадесантну ескадру особливого призначення, а 15 червня 1940 прийняв командування бомбардувальною ескадрою «Бельке». Учасник Французької і Балканської кампаній. З 7 жовтня 1940 року — начальник 3-й контрольної комісії люфтваффе. 21 грудня 1940 року Конрад був призначений командувачем авіаційними з'єднаннями 11-го авіаційного (парашутного) корпусу. Учасник Критської операції. З 1 лютого 1943 року — командувач авіадесантними частинами 4-го повітряного флоту. 10 березня 1945 року призначений інспектором військових поповнень в Лейпцигу. 20 квітня 1945 року взятий у полон американськими військами, 11 липня 1947 року звільнений.

## Нагороди
- Залізний хрест 2-го і 1-го класу
- Королівський орден дому Гогенцоллернів, лицарський хрест з мечами
- Орден Альберта Ведмедя, лицарський хрест 2-го класу з мечами
- Військовий Хрест Фрідріха (Ангальт)
- Нагрудний знак «За поранення» в сріблі
- Почесний хрест ветерана війни з мечами
- Медаль «За вислугу років у Вермахті» 4-го, 3-го, 2-го і 1-го класу (25 років)
- Застібка до Залізного хреста 2-го і 1-го класу
- Лицарський хрест Залізного хреста (24 травня 1940)
- Авіаційна планка транспортної авіації
- Нарукавна стрічка «Крит»